# خوسيه لويس غارسيس
خوسيه لويس غارسيس (بالإسبانية: José Luis Garcés) (مواليد 6 مايو 1981 في بنما) لاعب كرة قدم بنمي دولي يجيد اللعب في خط الهجوم . يلعب حاليا لصالح نادي الاتفاق السعودي منذ 2009 .

## روابط خارجية
- خوسيه لويس غارسيس على موقع الاتحاد الدولي (مؤرشف)  (الإنجليزية)
- خوسيه لويس غارسيس على موقع قاعدة بيانات كرة القدم.إي يو (الإنجليزية)
- خوسيه لويس غارسيس على موقع ناشيونال فوتبول تيمز (الإنجليزية)
- خوسيه لويس غارسيس على موقع Soccerway.com (الإنجليزية)